# Haswelliporina brevitubulata
Haswelliporina brevitubulata är en mossdjursart som först beskrevs av Harmer 1957.  Haswelliporina brevitubulata ingår i släktet Haswelliporina och familjen Porinidae. Inga underarter finns listade i Catalogue of Life.